# Crête pubienne
La crête pubienne est la zone rugueuse du corps du pubis qui s'étend entre le tubercule pubien et l'extrémité médiale du pubis.
Elle donne insertion au tendon conjoint et au ligament pubien supérieur.